# Cratere Canillo
Canillo  è un cratere sulla superficie di Marte.